# セラン・セント・ブライン
セラン・セント・ブライン(Ceran St. Vrain, 1802年5月5日〜1870年10月28日)は、フランス革命中にアメリカ合衆国に移住したフランス貴族の末裔。

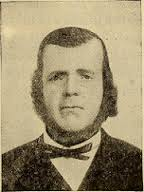
Ceran St. Vrain1921年

## 経歴
1802年5月5日、ミズーリ州セントルイスの近くで生まれる。フルネームはセラン・ド・オルト・ド・ラサス・ド・セント・ブライン(Ceran de Hault de Lassus de St. Vrain)。ニューメキシコ州タオス近くで交易を行い、コロラド州のノースプラット川(w:North Platte River)近辺で罠猟を行った。
彼は、ウィリアム・ベントと共同で、ベント=セント・ブライン社を創設した。ベント=セント・ブライン社のメキシコの交易は、ミズーリ州のインディペンデンスとウェストポート(w:Westport, Kansas City)の間を交易する彼らの幌馬車と、サンタフェとタオスに出した支店のために急伸した。取り扱う品目は、アメリカ産の銀、羽、馬、ラバ、ネイティブアメリカンの布地やガラス製品、金属類、タバコだった。
ベント=セント・ブライン社は、コロラド平野東部に、頑丈なアドベ砦のベントズ・フォートを建設した。サンタフェ・トレイルに沿いにあるこの砦は、当時のアメリカ西部で唯一の私有要塞で、第一の交易センターと会合の地点になった。
セラン・セント・ブラインの名は、北はスネーク川から、南はチワワまで知られ、尊敬された。要人が砦にきた時、訪問者を楽しませたセント・ブラインは、チャーミングで紳士的だったと言われる。
タオスの反乱の際、セント・ブラインは、反乱を鎮圧するために軍を編成した。セント・ブラインの65名の志願兵 (セント・ブラインの命を助けたマヌエル・チャベスのような何名かのニューメキシコ人を含む)は、サンタフェで300名以上のアメリカ軍部隊に加わり、タオスへと向かった。 その間に彼らは、1,500人のメキシコ人とインディアンで構成される軍に出会い、打ち負かした。(アメリカ人が呼ぶところの)反乱者は、タオス・プエブロへと後退し、そこの分厚い壁で覆われたアドビ造りの教会に逃げ込んだ。プエブロ・デ・タオス包囲戦(w:Siege of Pueblo de Taos)の間、セント・ブラインの「非常旅団」は、アメリカ部隊の正面突撃から逃亡しようとするどんな敵も断つために、教会と山の間の位置について支援した。騎馬志願兵は、伝聞によるとどう猛で、15分近い戦いが続いた後に、51名のメキシコ人、タオス・インディアンとアパッチ族を追い詰めて殺した。
1855年、 セント・ブラインは現在のニューメキシコ州モラ郡を開拓し、そこに製粉所を建設した。ニューメキシコ州ラスベガス北部のフォートユニオンとコロラド州南西部のガーランド砦に小麦粉を供給した。彼はその時、サンタフェ・ガゼット新聞の発行を始めた。
1870年10月28日、セラン・セント・ブラインは死亡する。彼の葬儀には隣町のフォートユニオンの議員団を含む2,000以上もの人々が出席し、彼には軍の栄誉を与えられた。セント・ブラインはモラ郡に埋葬されている。